# Serrasalmus sanchezi
Piranha rouge diamant
Espèce
Statut de conservation UICN

 LC  : Préoccupation mineure
Serrasalmus sanchezi, communément appelé Piranha rouge diamant, est une espèce de poissons de la famille des Serrasalmidae. Il se rencontre au Pérou et notamment dans le fleuve Amazone. C'est une espèce grégaire qui se déplace en général par banc de centaines voire de milliers d'individus.

## Noms communs
Piranha rouge diamant, Red-throated piranha, Sanchez's piranha ou bien encore Spilo CF.

## Description
Le corps de cette espèce est arrondi et très compressé, ce piranha a des petites dents très visibles sous le ventre qui servent souvent à identifier cette espèce. Ce poisson a une tête de forme concave ainsi que le museau pointu. Il possède également une bande noire à la base et au bout de la nageoire caudale ainsi qu'une tache rouge au niveau de l’ouïe qui s'étend sous la gorge avec l'âge.
Sa taille moyenne varie entre 165 et 200 mm.

## Reproduction
En période de reproduction Serrasalmus sanchezi revêt une robe plus foncée. Le juvénile contrairement à l'adulte est revêtu d'une tache jaune sous l’ouïe qui deviendra orange avec le temps.

## Comportement
Prédateur diurne il réalise des attaques rapides sur les poissons en s'attaquant principalement aux nageoires. Il peut être également timide.

## Aquariophilie
Serrasalmus sanchezi apprécie les petits poissons entiers congelés, les crevettes crues, le cœur de bœuf. Les nourrir en petite quantité car ce n’est pas une espèce particulièrement vorace.
Comme pour tous les piranhas : un sol sombre, bien planté, avec beaucoup de cachettes. L’éclairage sera doux et tamisé par de nombreuses plantes flottante ce qui apaisera le poisson. Quelques morceaux de bois constitueront le gros du décor. Il faut prévoir environ 200 litres par individu.

## Étymologie
Son nom spécifique, sanchezi, lui a été donné en l'honneur du biologiste Jorge Sanchez Romero, spécialiste péruvien des poissons.